# Esther Cheboo
Esther Cheboo (sinh 6 tháng 6, 1968) là một vận động viên bóng chuyền nữ đã nghỉ hưu ở Kenya.
Bà là thành viên của đội bóng chuyền quốc gia nữ Kenya tại Giải vô địch bóng chuyền nữ FIVB năm 1998 tại Nhật Bản.